# Idanha-a-Nova
Idanha-a-Nova là một huyện thuộc tỉnh Castelo Branco, Bồ Đào Nha. Huyện này có diện tích 1416 km², dân số thời điểm năm 2001 là 11659 người.